# Trí khôn của mèo

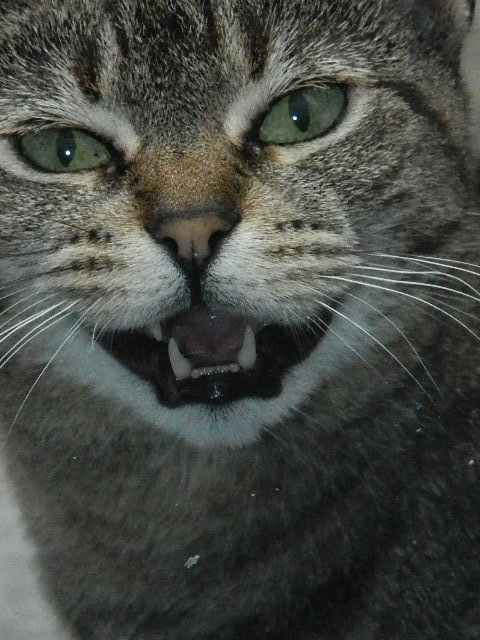
Mèo được biết đên là động vật tinh ranh, tò mò

Trí khôn của mèo là năng lực của mèo đã thuần hóa để giải quyết vấn đề và thích nghi với môi trường của nó. Các nhà nghiên cứu cũng cho thấy trí thông minh của mèo bao gồm khả năng có được hành vi mới thông qua việc áp dụng kiến thức đã học trước đây cho các tình huống mới, truyền đạt nhu cầu và mong muốn của nó trong một đàn và đáp ứng các tín hiệu huấn luyện.

## Sự thông minh
Trí thông minh thông qua quan sát hành vi được định nghĩa là một sự tổng hợp các kỹ năng và khả năng. Bài kiểm tra WAIS là một thước đo của trí thông minh ở người tinh khôn. Các điểm kiểm tra trên bốn tiêu chí: hiểu lời nói, tổ chức cảm nhận, bộ nhớ vận hành và tốc độ xử lý.

## Ký ức
Nói chung, mèo có những ký ức tuyệt vời. Trong điều kiện thử nghiệm, trí nhớ của một con mèo đã được chứng minh là có thể lưu trữ hoặc cập nhật thông tin trong một thời gian tổng cộng là 10 năm. Tuy nhiên, trong mối quan hệ với con người, sự khác biệt cá nhân trong trí thông minh và tuổi tác có thể ảnh hưởng đến trí nhớ của mèo. Mèo dễ dàng thích ứng với môi trường hiện tại của chúng bởi vì chúng có thể thích ứng với ký ức của chúng về môi trường trong quá khứ trong cuộc sống của chúng.